# Tulipa albanica
Tulipa albanica (тюльпа́н алба́нський) — рідкісна багаторічна рослина з роду тюльпан (Tulipa) родини лілійних (Liliaceae). Ендемік Албанії.

## Таксономія
Вперше описаний ботаніками Кітом Таном і Люлезімом Шукою в 2010 році.
Вид тісно пов'язаний з Tulipa scardica і тюльпаном Шренка. Тюльпан албанський має морфологічні подібності з обома видами, а також зростає в аналогічному середовищі, але його можна виділити генетично, а також за хвилястою формою листя.

## Поширення
Ендемік Албанії, що зустрічається на північному сході країни. Вважається єдиним ендемічним для Албанії видом тюльпанів. Це відносно недавно виділений вид, виявлений в околицях села Суррей. Передбачається, що він може бути поширений значно ширше типової території.

## Опис
Цибулинний геофіт. Пелюстки червоного або жовтого забарвлення, останнє зустрічається частіше.
Число хромосом — 2n = 24.